# Signy-le-Petit
Signy-le-Petit – miejscowość i gmina we Francji, w regionie Grand Est, w departamencie Ardeny.
Według danych na rok 1990 gminę zamieszkiwało 1280 osób, a gęstość zaludnienia wynosiła 33 osoby/km².

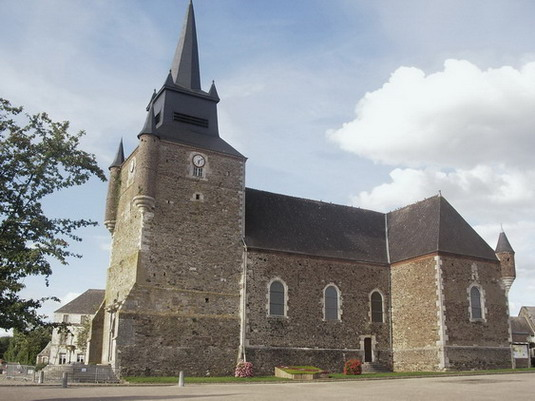
Kościół w Signy-le-Petit, 2007